# Cleomede di Astipalea
Nella mitologia greca,  Cleomede di Astipalea era il nome di uno degli eroi di Astipalea, personaggio realmente esistito e vissuto attorno al 480 a.C. come narrato da Pausania,  si distinse per le sue abilità nelle gare olimpiche dell'epoca, e divenne famoso per essere stato considerato l'ultimo eroe.

## Il mito
Cleomede durante una gara di pugilato, nella 72ª gara olimpica uccise senza volerlo il suo diretto avversario, tale Ikkos di Epidauro, nel contesto i giudici di gare pensarono che si fosse avvalso di un qualche trucco e per questo non fu il vincitore della gara.
Questo peso sulla coscienza e il fatto di essere stato accusato ingiustamente fecero impazzire Cleomede che attaccò un edificio, una scuola, tirando pugni ad una colonna portante fino a provocarne il crollo e uccidere decine di bambini. I cittadini volevano lapidarlo ma riuscì a fuggire in un tempio di Atena, ove pensava di essere al sicuro, nascondendosi.
Alla fine gli uomini si convinsero ad entrare vincendo la soggezione della dea, ma non trovarono il corpo dell'uomo, per questo interrogarono l'oracolo che gli attribuì onori in quanto da considerare un eroe, l'ultimo degli eroi.

## Pareri secondari
Plutarco afferma che invece di nascondersi nel tempio della dea aveva trovato rifugio in una cassa dove una volta scoperto, grazie al responso dell'oracolo di Delfi era sparito. Anche il suo carattere qui cambia, non impazzì a seguito di un evento ma era proprio il suo carattere, stupido ed esaltato, che lo ha portato a compiere tali gesta. 

### Fonti
- Pausania libro VI, 9 6-8
- Plutarco Romolo, 28

### Moderna
- Luisa Biondetti, Dizionario di mitologia classica, Milano, Baldini&Castoldi, 1997, ISBN 978-88-8089-300-4.
- Pierre Grimal, Enciclopedia della mitologia 2ª edizione, Brescia, Garzanti, 2005, ISBN 88-11-50482-1. Traduzione di Pier Antonio Borgheggiani